# Мдівнішвілі Іраклій Іраклійович
Іра́клій (Іраклі) Іра́клійович Мдівнішві́лі  — український спортсмен-пауерліфтер, проживає у Полтаві. Майстер спорту України міжнародного класу. Тренер секції пауерліфтинга Полтавського національного педагогічного університету імені Володимира Короленка.

## З життєпису
2002 закінчив Полтавський державний педагогічний університет ім. В. Г. Короленка за спеціальністю «педагогіка і методика середньої освіти. Фізична культура.» З вересня того ж — викладач кафедри теорії й методики фізичного виховання. З жовтня 2006 року й надалі — старший викладач кафедри теорії й методики фізичного виховання.

## Спортивні досягнення
- 2010-го на Чемпіонаті Європи з пауерліфтингу в шведському місті Кьопінг у своїй ваговій категорії здобув бронзову нагороду,
- у березні 2013-го в Бориславі на чемпіонаті України з окремої вправи пауерліфтингу — жиму лежачи — здобув срібну медаль, результат 212,5 кг,
- 2013 на Чемпіонаті України з пауерліфтингу без використання спеціальної екіпіровки, що проходив у Луцьку, здобув золоту нагороду,
- в лютому 2015 року у Полтаві завоював срібну медаль у триборстві — сума 807,5 кг, та малу золоту медаль в окремій вправі — зі станової тяги, вагова категорія до 74 кг.

## Сімейний стан
З дружиною Іриною виховують сина Луку.